# Distrito Escolar David Douglas
El Distrito Escolar David Douglas (David Douglas School District No. 40) es un distrito escolar de Oregón, Estados Unidos. Tiene su sede en Portland.
El distrito gestiona 10 escuelas primarias, 3 escuelas medias, una escuela preparatoria, y una escuela alternativa. Tiene más de 10.330 estudiantes.

## Historia
En 1964, el distrito escolar no tenía una base fiscal significativa. Con lo cia cada año se basó en una tasa aprobada por los votantes para que el distrito pudiera disponer de fondos para cubrir sus gastos operativos
En 1984, la Unión Americana de Libertades Civiles demandó al distrito escolar con respecto a sus planes para incluir oraciones el 23 de mayo de 1984 en la ceremonia de graduación. Los estudiantes habían creado un compromiso, pero la junta escolar rechazó el acuerdo. Durante ese mismo año Robert P. Jones, juez del condado de Multnomah, dictaminó que el Distrito Escolar de Douglas David no podría capaz de incluir oraciones en la ceremonia de graduación de la escuela secundaria , ya que hacerlo sería una violación de la Constitución de EE. UU. Jones había declarado verbalmente de ello antes de la celebración de la ceremonia, pero su sentencia escrita se formalizó un mes después de la ceremonia. La Corte Suprema de Oregon dictaminó por unanimidad que el tribunal de primera instancia debería haber desestimado la demanda, ya que, después de la ceremonia terminó, no hubo controversia inmediata y ninguna de las partes había solicitado la acción en las ceremonias escolares futuras que puedan implicar ornado
En 1990, los votantes del estado de Oregon aprobaron la medida 5, que fue una iniciativa para reducir los impuestos de propiedad. 1993, la Legislatura de Oregon recortado millones de dólares en fondos para la educación. Para compensar, el distrito aprobó un bono de 19,8 millones dólares, con 5.658 votantes a favor y 3.798 votantes en contra. El cul sirvió para renovar una escuela media, añadiendo quince aulas de escuelas primarias y secundarias, y para añadir salas de usos múltiples y nuevos gimnasios de las escuelas primarias
En 2004 la población estudiantil del distrito se incrementó en más de 300 estudiantes, lo que es un aumento de más del 4%.
Alrededor de 2008 el comisario de la ciudad de Portland Erik Sten creó un plan para transferir 19 millones de dólares de los fondos educativos para el centro de Portland a David Douglas para que el distrito podría construir una nueva escuela primaria. Rob Manning de Oregon Public Broadcasting(una televisión pública, dijo que "la idea del Comisario Erik Sten sirve para crear una conexión directa entre los extremos opuestos de Portland, tanto geográfica como financieramente " En junio de 2008 el Consejo de la ciudad de Portland aprobó teniendo 19 millones de dólares , en el área de renovación de downtown (Distrito urbano a la zona de David Douglas)  construir una escuela primaria en el centro de la escuela y la comunidad. El Consejo escolar de Portland expresó su oposición al plan. Pero varios ex empleados de la Comisión de Desarrollo de Portland y los exmiembros presentaron una demanda contra la transferencia de fondos. En 2009, el gobierno de la ciudad ganó la disputa legal
En el año 2010, ya que el distrito escolar planeaba reducir su presupuesto de $ 98 millones en $ 7 millones, y consideraba eliminar los equipos de deportes de la escuela secundaria que viajan fuera del distrito escolar para competir contra otras escuelas, a excepción de los de pista y campo. El distrito también planeaba terminar la escuela de verano para los grados inferiores, excepto para el kindergarten (jardin de la infancia) , sexto grado y noveno grado.

## Demografía
A septiembre de 2012, el distrito tiene 10.650 estudiantes. De ellos, el 75% participó en programas de almuerzo gratis a precio reducido,  la tasa de participación refleja la pobreza de los estudiantes dentro del distrito escolar.  Casi el 25% de los estudiantes eran estudiantes del idioma inglés. El tamaño promedio de una clase de jardín de infantes fue de 33 alumnos, y el tamaño promedio de una clase de educación secundaria fue de 50 estudiantes. En 2010 el distrito tenía más de 4.700 estudiantes de primaria
A partir de 2009, el distrito escolar tuvo más de 10.000 estudiantes. De los cuales el 70% de los estudiantes reunieron los requisitos para recibir almuerzos gratis a precio reducido. A partir de ese año, casi todas las escuelas del distrito se llenaron su capacidad. La población estudiantil aumentó en un 35% en un período de 10 años hasta 2009.  En el año 2009, el distrito tuvo 479 estudiantes clasificados como personas sin hogar por el Departamento de Educación de Oregon, o el 4,5 por ciento de los estudiantes del distrito. En un período de diez años que finalizó en 2007, la población estudiantil aumento en un 36%. Muchas de las familias que se trasladaron a David Douglas eran estudiantes de bajos ingresos que se vieron obligadas a desplazarse desde fuera de la zona debido a la gentrificación